# 喜喜果
喜喜果，中国少女漫画家、插画家，擅长改编小说成为漫画。作品多为轻快明亮的风格。

## 作品
《糖果CANDY》
《落雪成白》。
《孤芳不自赏》
《倒霉就倒霉》
《勇者和龙的观察日记》
“365行”
《暗恋那件小事》
《空》